# Генч Калемлер
„Генч Калемлер“ (на турски: Genç Kalemler, в превод Млади пера) е турско литературно списание, което излиза на две седмици в Солун, Османската империя, от 1911 до 1912 година.

## История
Списанието стартира в Битоля в 1909 година, където от април до октомври излизат първите му 3 броя под името „Хюсюн ве Шиир“ (Hüsün ve Şiir, Доброта и поезия). След това от брой 5 излиза в Солун, където от брой 9 сменя името си на „Генч Келемлер“. Списанието застъпва позиции за либерализация на езика. Списанието набира популярност в литературните кръгове, особено сред по-младото поколение, което подкрепя движението за либерализацията на османския турски. В списанието публикува едни от първите си текстове видната турска писателка Сабиха Сертел.
В списанието се публикуват статии за литература, политика, философия, социология, антропология и други. След Балканската война списанието спира да излиза и повечето от авторите му емигрират в Турция.